# NGC 5081
NGC 5081 је спирална галаксија у сазвежђу Береникина коса која се налази на NGC листи објеката дубоког неба.
Деклинација објекта је + 28° 30' 23" а ректасцензија 13h 19m 8,3s. Привидна величина (магнитуда) објекта NGC 5081 износи 13,6 а фотографска магнитуда 14,4. Налази се на удаљености од 94,158 милиона парсека од Сунца. NGC 5081 је још познат и под ознакама UGC 8366, MCG 5-31-174, CGCG 160-192, CGCG 161-10, KARA 581, PGC 46427.